# 百牙山塔
30°40′04″N 117°29′17″E / 30.66778°N 117.48806°E
百牙山塔，又名百牙塔，位于池州城区。建于明朝嘉靖十七年（公元1538年）用青砖制成，高 34.3米，底周长20.98米，底面呈六边形。1982年9月，原安庆地区贵池县人民政府拨款，对塔体进行了维修。同年11月，列为县文物保护单位。 2002年5月被池州市公布为市级文物保护单位。2019年10月7日公布为第八批全国重点文物保护单位。